# Tragacant

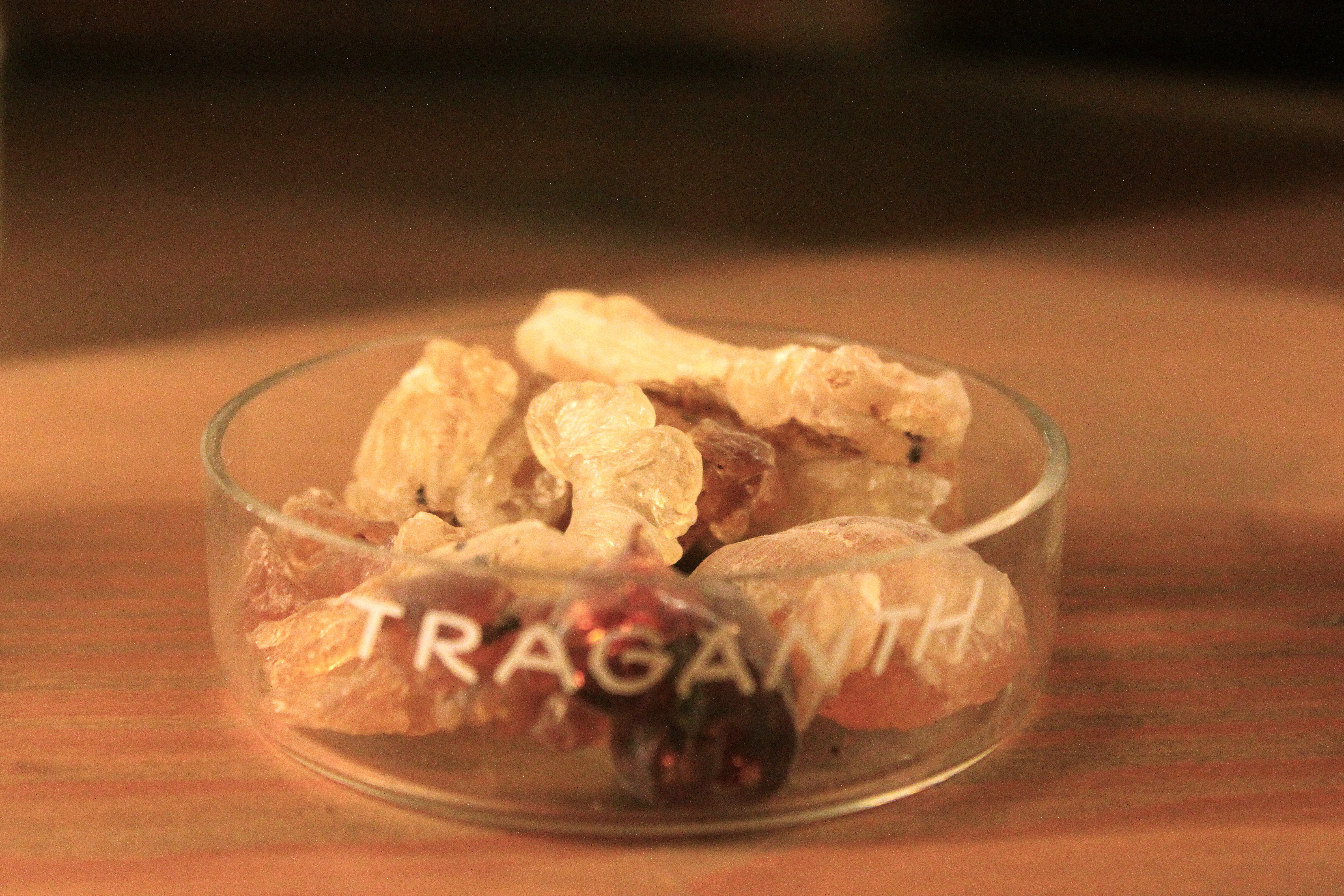
Tragacant într-un vas Petri

Tragacantul (sau guma Tragacanta) este o gumă naturală obținută din latexul unor specii de plante din genul Astragalus originare din Asia Mică și sud-estul Europei. Este folosită ca liant pentru culorile de apă și în industria alimentară ca aditiv alimentar (E413).